# جنیفر گرانت
جنیفر دایان گرانت (انگلیسی: Jennifer Diane Grant؛ زادهٔ ۲۶ فوریهٔ ۱۹۶۶) هنرپیشه اهل ایالات متحده آمریکا است.